# Abbeyhill

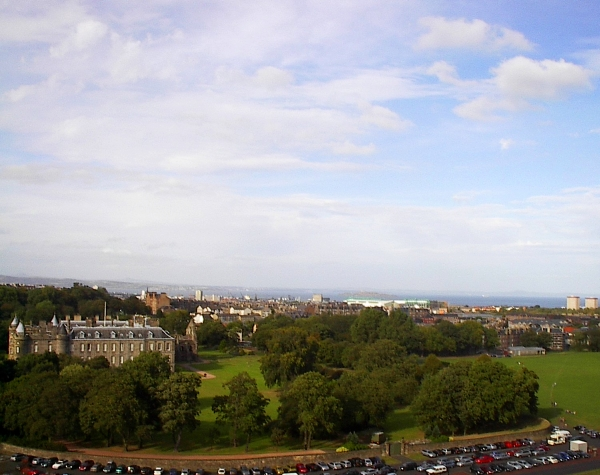
Panorama di Abbeyhill, compreso Holyrood

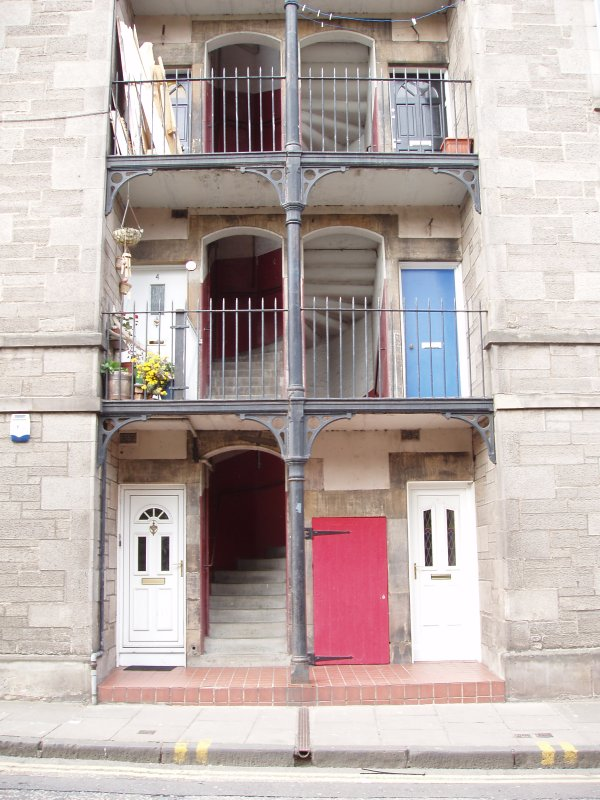
Appartamenti

Abbeyhill è un quartiere di Edimburgo, capitale della Scozia.
Come molti altri quartieri di periferia, l'area ha varie definizioni. Generalmente il quartiere va da Holyrood Park (e forse dallo stesso Holyrood Palace) a sud, Meadowbank a est; Calton Hill e Leith a nord; e i cantieri della Waverley Station a ovest. Recentemente è stato costruito il nuovo palazzao del Parlamento scozzese, contiene anche un numero di vecchie chiese e altri siti storici e si affaccia sul Palace of Holyroodhouse.
Abbeyhill è una delle parti più vecchie della città, e prende il suo nome dalle rovine della Holyrood Abbey, il sito religioso più importante della zona. Originariamente ospitava una strada reale che partiva dal centro di Edimburgo e arrivava al porto di Leith. Alla fine del XIX secolo, i giardini botanici a est di Princes Street furono spostati e fu costruita una nuova via, Leith Walk.
Il quartiere è composto da strade residenziali come Waverley Park e Milton Street, che ospitano appartamenti risalenti alla fine del XIX secolo e case coloniali nella parte nord di London Road. Non è una grande commerciale, con Meadowbank Retail Park e alcuni piccoli negozi locali concentrati su London Road, ma è molto vicino ai servizi del centro della città.